# ダイデスハイム
ダイデスハイム (独: Deidesheim)はドイツ連邦共和国 ラインラント＝プファルツ州バート・デュルクハイム郡にある、人口約3700人の市。ライン＝ネッカー広域連合の北西に位置し、1973年からダイデスハイム連合自治体 (独: Verbandsgemeinde Deidesheim) の行政庁所在地である。主要産業は観光とブドウ栽培。

## 姉妹都市
ダイデスハイムは以下の都市と姉妹都市である。
- - サン＝ジャン＝ド＝ボワゾー(Saint-Jean-de-Boiseau) （フランス ）
- - バート・クロスターラウツニッツ(Bad Klosterlausnitz) （テューリンゲン州 ）
- - ブオクス(Buochs) （スイス ）
- - Tihany （ハンガリー ）